# مولیلا (اورگن)
مولیلا (به انگلیسی: Molalla) شهری در شهرستان کلکمس ایالت اورگن است و در سرشماری سال ۲۰۱۱ میلادی، ۸٬۱۰۸ نفر جمعیت داشته که نسبت به سال ۲۰۱۰، ۰٫۰۲ درصد رشد جمعیت داشته‌است.

## نگارخانه

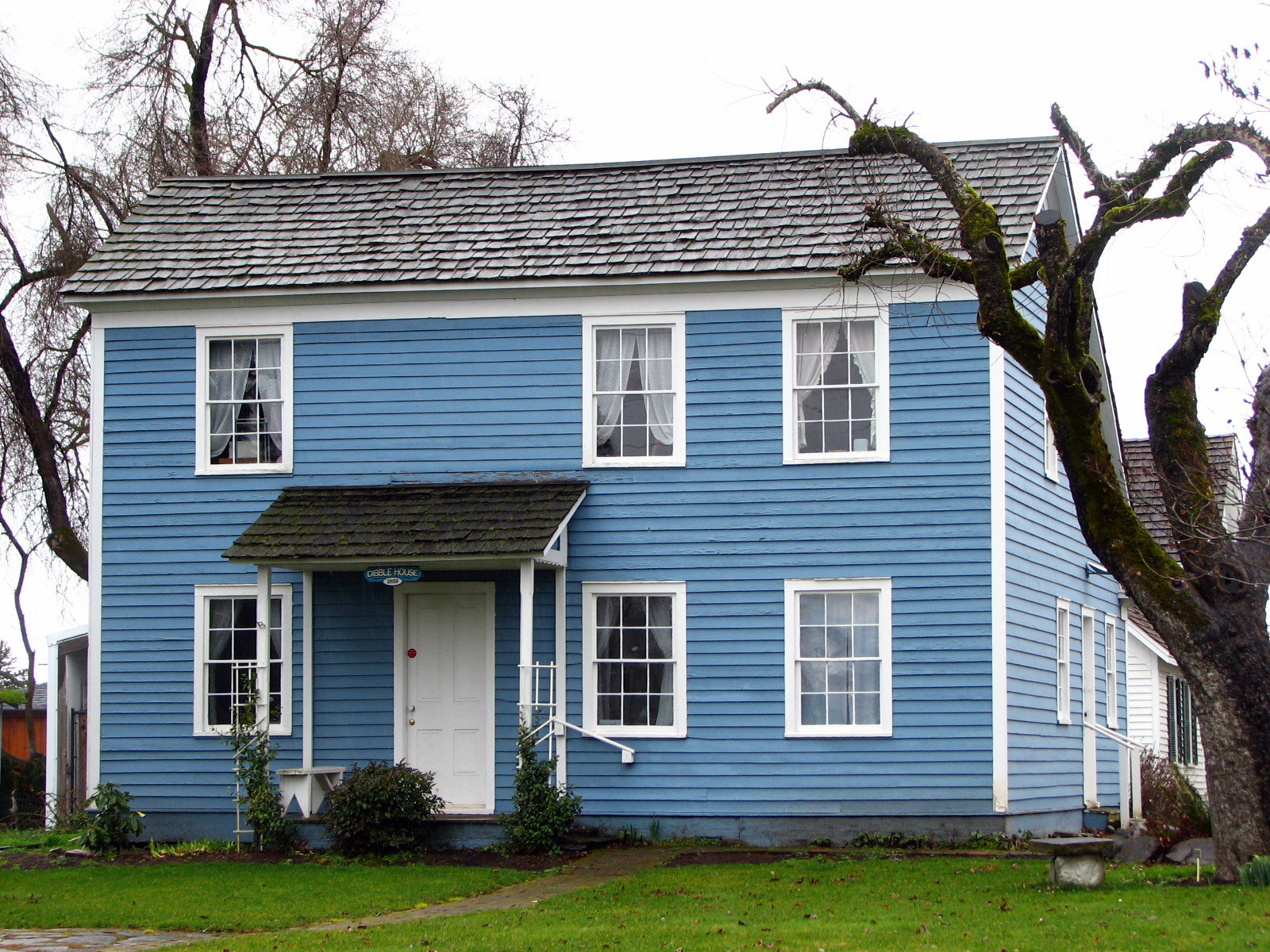
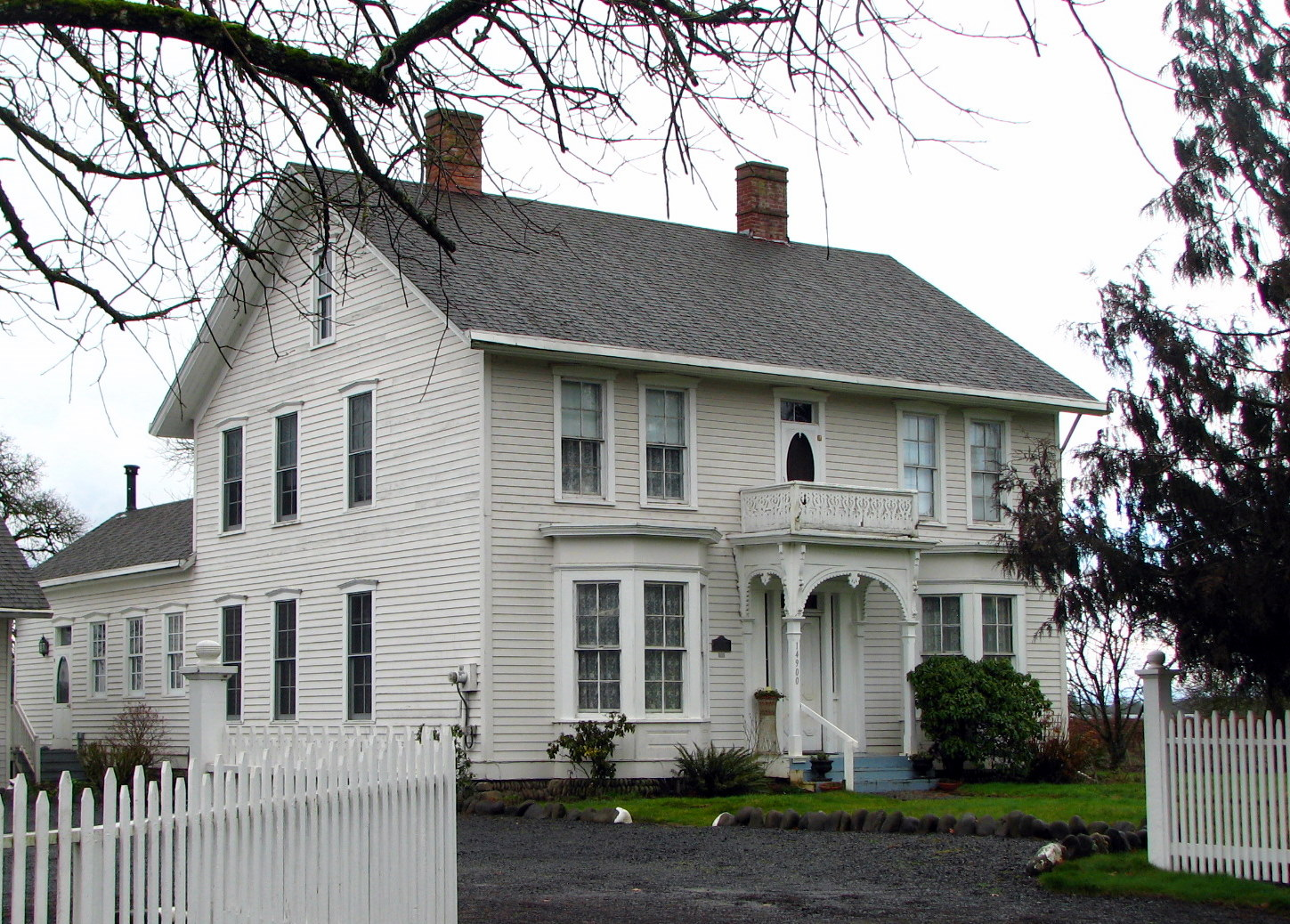

## موقعیت جغرافیایی
موقعیت جغرافیایی شهرها و مناطق اطراف به شرح زیر است: